# Habitat Sky
El Hotel Melia Barcelona Sky es un rascacielos de 29 plantas situado en la ciudad española de Barcelona y construido a finales de 2007.
El arquitecto francés, Dominique Perrault, fue el arquitecto de un nuevo edificio emblemático para la ciudad de Barcelona, situado en la confluencia de la Avenida Diagonal con la calle de Pedro IV, en el barrio de Pueblo Nuevo.
Se trata de un edificio de 120 metros de altura, que está ocupado por dos hoteles de 4 estrellas y 5 estrellas de la cadena Meliá Hotels International. El edificio va acompañado de otros de menor altura destinados a viviendas y oficinas.
Se trata de una obra con cierta complejidad técnica, ya que gran parte del espacio destinado a habitaciones va colocado en voladizo sobre la entrada al edificio.
Desde su planteamiento, el proyecto ha sufrido algunas dificultades relacionadas con el terreno en el que se ubica, así como algunos cambios en el diseño inicial, si bien la esencia del edificio se mantiene.
Este Hotel con 120 metros se ha convertido en el segundo hotel más alto de Barcelona, después del Hotel Arts (154 m), y mantendrá su segundo puesto por el momento. La Torre Realia BCN mide 119 m, altura similar a la del Hotel Meliá Barcelona Sky.